# Odontozona sculpticaudata
Odontozona sculpticaudata is een tienpotigensoort uit de familie van de Stenopodidae. De wetenschappelijke naam van de soort is voor het eerst geldig gepubliceerd in 1946 door Holthuis.